# ピットドリー・スタジアム
ピットドリー・スタジアム（英語: Pittodrie Stadium）は、スコットランド・アバディーンにあるサッカー専用スタジアム。アバディーンFCがホームスタジアムとして使用している。

## 概要
1899年に現在のアバディーンとは関係ないサッカーチームにより設置され、1903年の解散後は現在のアバディーンの本拠地となる。収容人数は約2万人でスコットランドでは5番目の規模を持つ。
ラグビーユニオンでも代表試合の実績があり、ほかにコンサートとしてはエルトン・ジョン やロッド・スチュワートらがライブを行った。